# Byšice
Byšice jsou obec a vesnice v okrese Mělník ve Středočeském kraji. Leží při silnici spojující Mělník a Mladou Boleslav. Rozkládá se asi dvanáct kilometrů východně od Mělníka a žije zde přibližně 1 400 obyvatel. Největším objektem v obci je továrna společnosti Vitana.

## Historie
První písemná zmínka o obci pochází z roku 1321.

## Obyvatelstvo
| Rok            | 1869 | 1880  | 1890  | 1900  | 1910  | 1921  | 1930  | 1950  | 1961  | 1970  | 1980  | 1991  | 2001  | 2011  | 2021  |
| -------------- | ---- | ----- | ----- | ----- | ----- | ----- | ----- | ----- | ----- | ----- | ----- | ----- | ----- | ----- | ----- |
| Počet obyvatel | 757  | 1 091 | 1 077 | 1 128 | 1 282 | 1 235 | 1 301 | 1 147 | 1 229 | 1 295 | 1 168 | 1 144 | 1 155 | 1 320 | 1 354 |
| Počet domů     | 129  | 163   | 183   | 191   | 241   | 252   | 294   | 319   | 312   | 314   | 314   | 384   | 391   | 434   | 453   |

## Obecní správa

### Územněsprávní začlenění
Dějiny územněsprávního začleňování zahrnují období od roku 1850 do současnosti. V chronologickém přehledu je uvedena územně administrativní příslušnost obce v roce, kdy ke změně došlo:
- 1850 země česká, kraj Praha, politický i soudní okres Mělník[7]
- 1855 země česká, kraj Praha, soudní okres Mělník
- 1868 země česká, kraj Praha, politický i soudní okres Mělník
- 1939 země česká, Oberlandrat Mělník, politický i soudní okres Mělník[8]
- 1942 země česká, Oberlandrat Praha, politický i soudní okres Mělník[9]
- 1945 země česká, správní i soudní okres Mělník[10]
- 1949 Pražský kraj, okres Mělník[11]
- 1960 Středočeský kraj, okres Mělník, obec Byšice-Liblice[12]
- k 24. listopadu 1990 Středočeský kraj, okres Mělník[12]
- 2003 Středočeský kraj, okres Mělník, obec s rozšířenou působností Mělník

### Obecní symboly
Znak obce je historický, vlajka byla obci udělena rozhodnutím předsedy Poslanecké sněmovny Parlamentu České republiky dne 4. dubna 2019.

## Společnost

### Rok 1932
V městysi Byšice (1235 obyvateli, poštovní úřad, telegrafní úřad, telefonní úřad, četnická stanice, sbor dobrovolných hasičů) byly v roce 1932 evidovány tyto živnosti a obchody: bednář, biograf Osvěta, výroba cementového zboží, cukrář, drogerie, obchod s dřívím, hodinář, 3 holiči, 7 hostinců, klempíř, kolář, 4 kováři, 5 krejčí, mechanik, 2 mlýny, obchod s obuví Baťa, 2 obuvníci, 3 pekaři, 2 porodní asistentky, pila, pokrývač, továrna na výrobu poživatin Gráf a spol., 7 rolníků, sedlář, 3 řezníci, 10 obchodů se smíšeným zbožím, Spořitelní a záložní spolek Pro Byšice a Liblice, 4 švadleny, 4 truhláři, 2 obchody s uhlím, uzenář, velkostatek, 4 zahradnictví, 3 zámečníci.

## Pamětihodnosti
- Zámek – barokní stavba z roku 1790.
- Kostel sv. Jana Křtitele – barokní kostel z let 1690–1693.
- Židovský hřbitov
- Boží muka

## Galerie

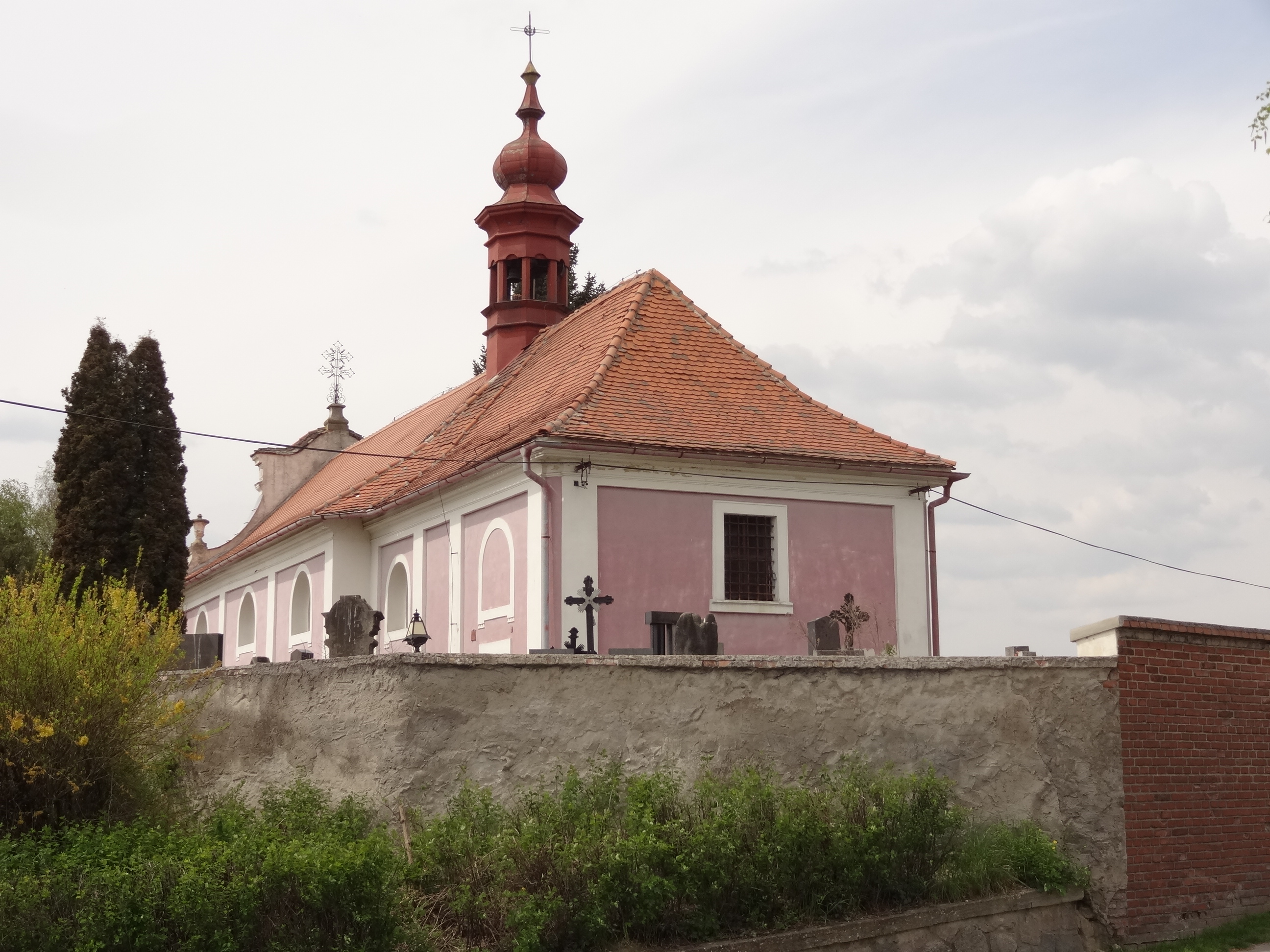
Kostel sv. Jana Křtitele
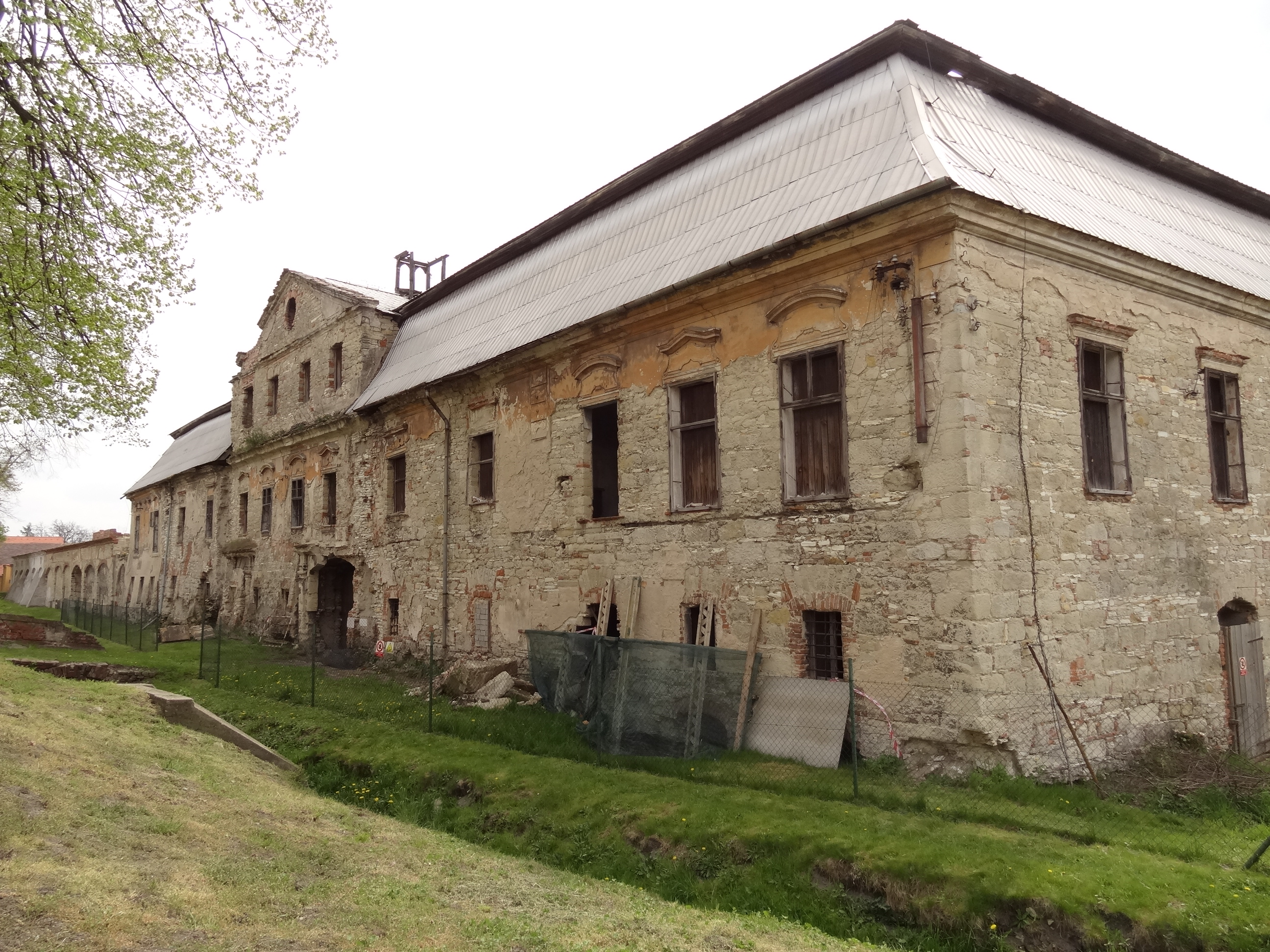
Zámek
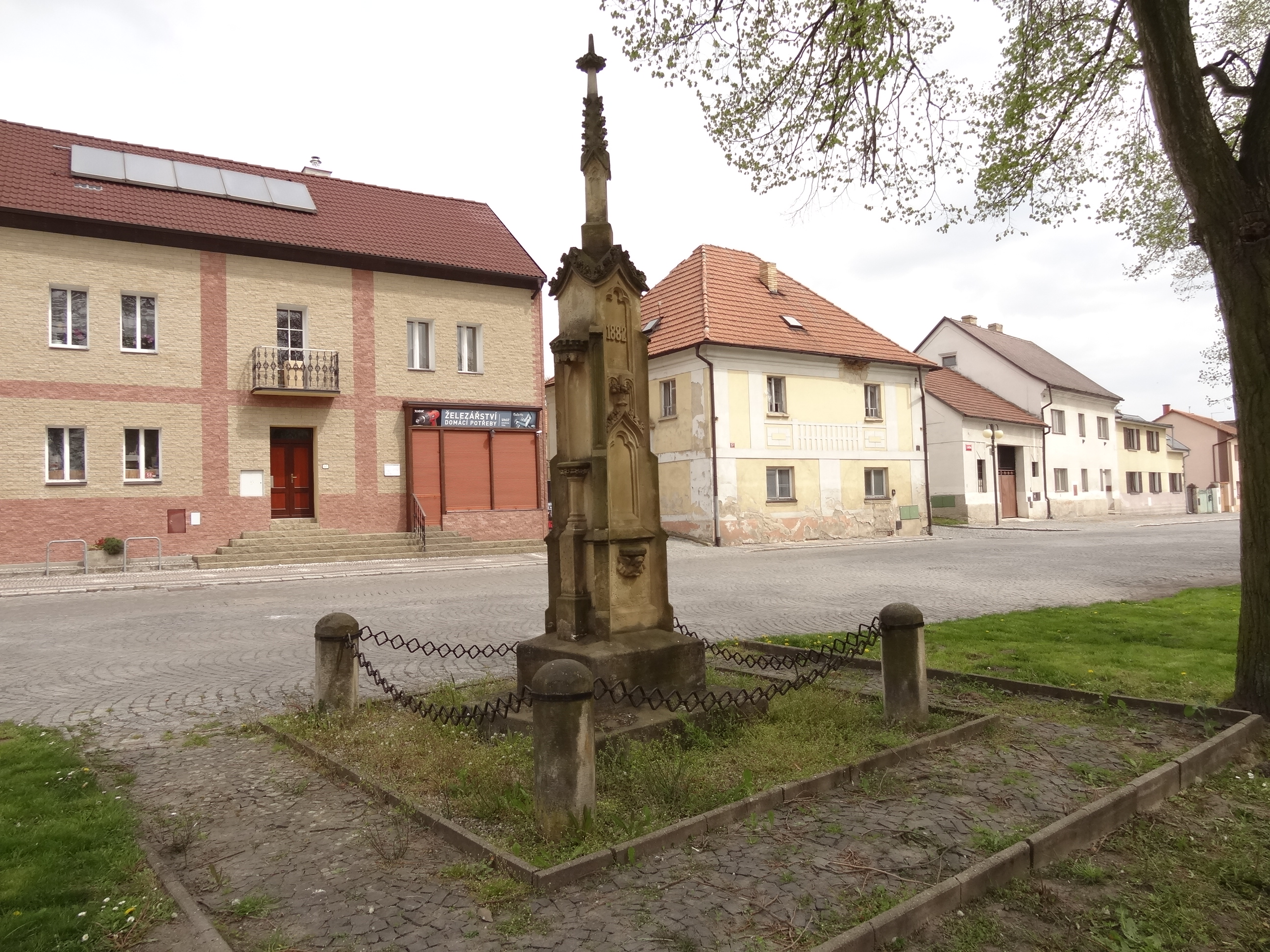
Boží muka na Tyršově náměstí
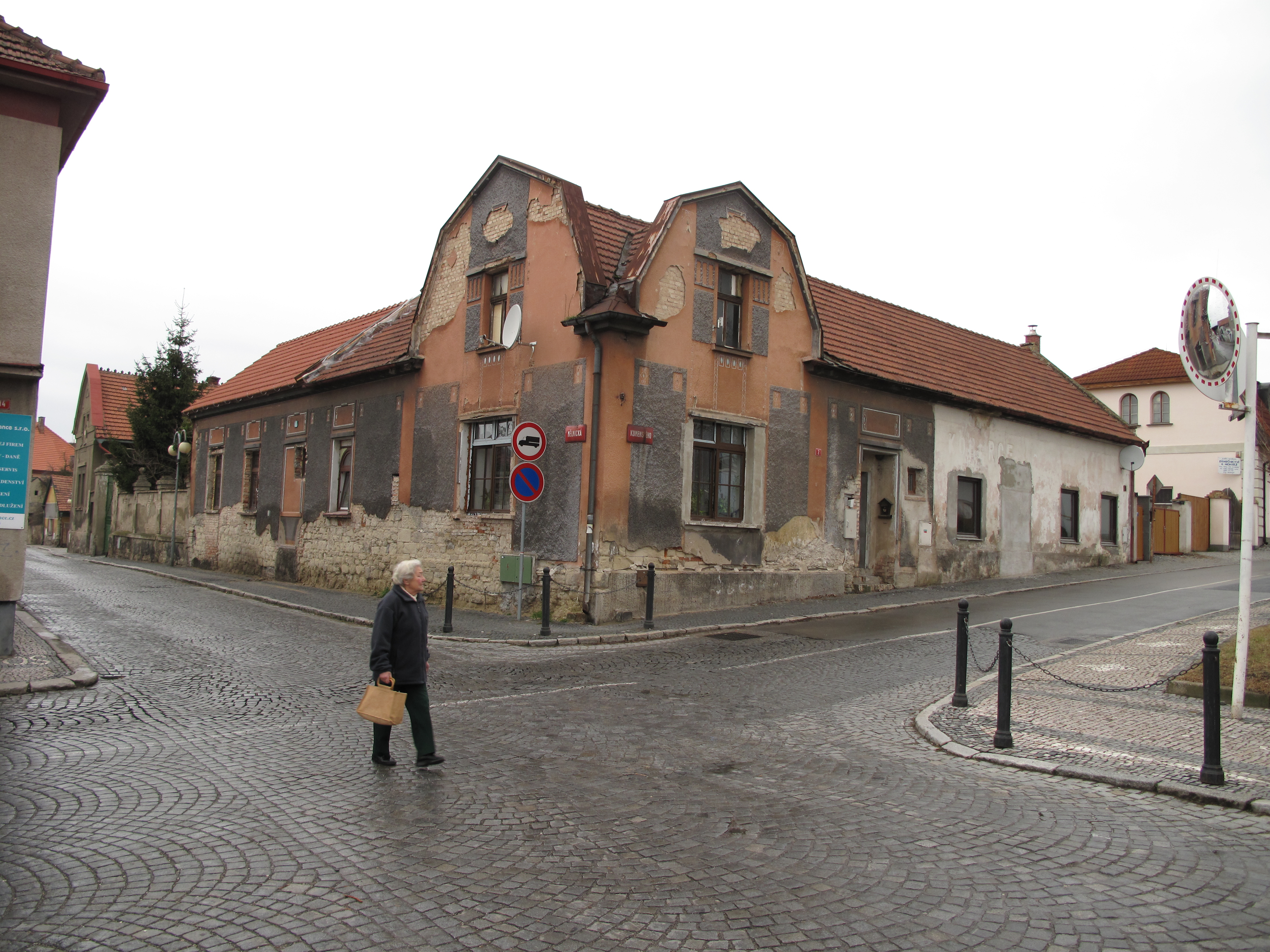
Dům na rohu Mělnické a Komenského

## Doprava

### Dopravní síť
Obcí prochází silnice I/16 Slaný - Mělník - Byšice - Mladá Boleslav - Jičín,Trutnov- Královec (CZ/PL). V obci končí silnice II/244 Kostelec nad Labem - Všetaty - Byšice.
V obci je železniční stanice Byšice leží na železniční železniční trati  Praha - Turnov. Jedná se o jednokolejnou celostátní trať, doprava byla v tomto úseku zahájena v roce 1865.

### Veřejná doprava 2019
V obci měly zastávky autobusové linky jedoucí do těchto cílů
V roce 2017 se obec Byšice stala součástí PID (Pražská integrovaná doprava), pásmo 4
Linka 467 Mladá Boleslav - Mělník - Roudnice nad Labem (dopravci ČSAD Střední Čechy a ČSAD Česká Lípa)
Linka 747 Byšice-Mělník (dopravce ČSAD Střední Čechy),
Linka 668 Mšeno-Byšice-Všetaty (dopravce ČSAD Střední Čechy),
Po trati Praha - Turnov vedla linka S3 (Praha-Vršovice - Mladá Boleslav) v rámci pražského systému Esko. V železniční stanici Byšice zastavoval denně 1 rychlík a 1 spěšný vlak, v pracovní dny 14 osobních vlaků, o víkendech 9 osobních vlaků.

## Osobnosti
Působil zde slavný rabín, astronom, matematik a kronikář David Gans, žák rabbiho Löwa a Johanese Keplera.